# Voulpaix
Voulpaix är en kommun i departementet Aisne i regionen Hauts-de-France i norra Frankrike. Voulpaix ligger 200 km nordost om Paris.

## Demografi
Antalet invånare i kommunen Voulpaix
| Referens: INSEE |

- Wikimedia Commons har media som rör Voulpaix.